# 佐里亞特魯達

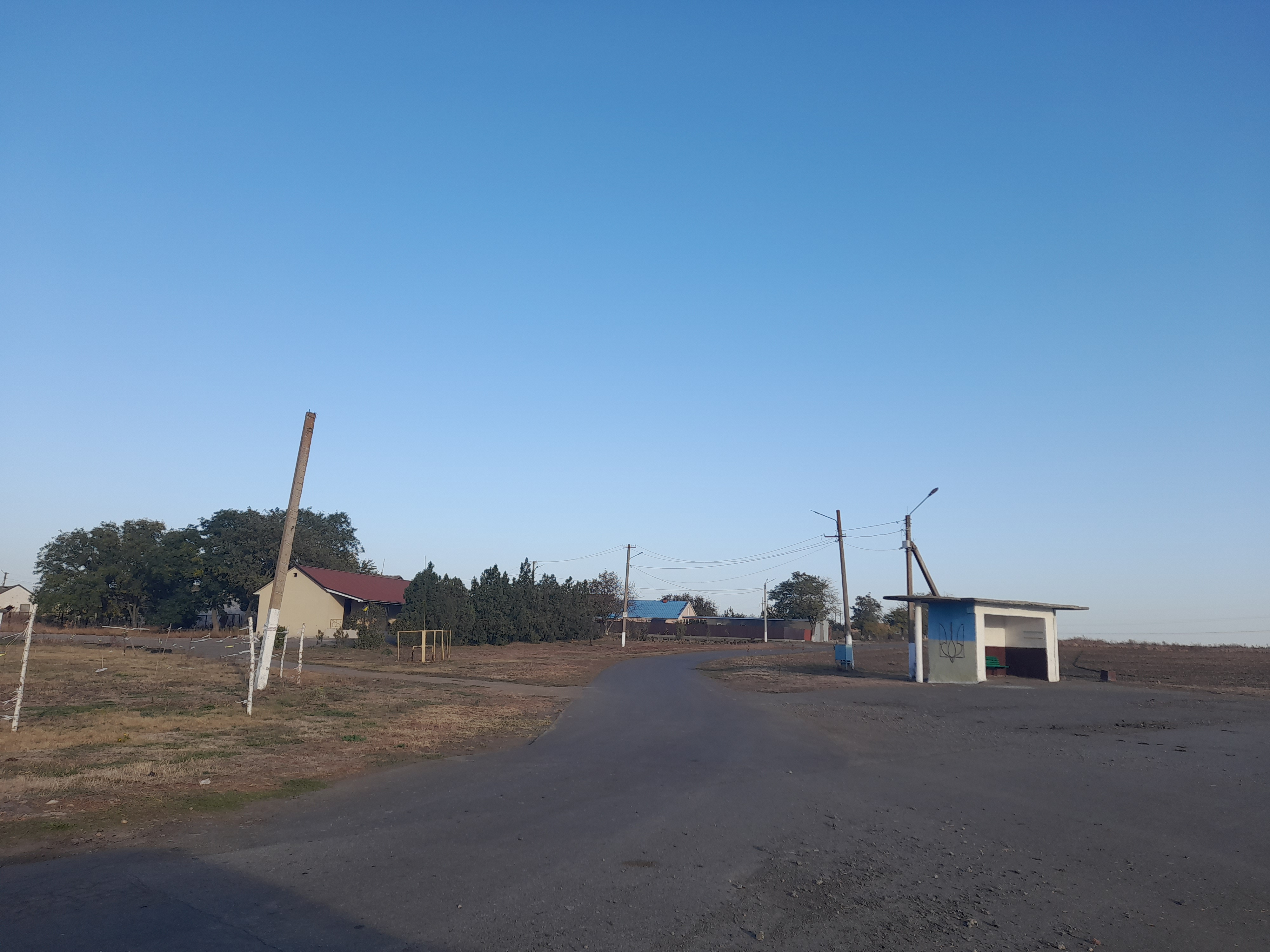

佐里亞-特魯達（烏克蘭語：Зоря Труда）是位於烏克蘭西南部的村莊，由敖德萨州敖德萨区的維濟爾卡市鎮負責管轄。該村始建於1850年，面積0.31平方公里，海拔高度60米，2009年人口252，人口密度每平方公里812.9人。
46°45′38″N 30°56′59″E / 46.76056°N 30.94972°E